# Berino (Nuevo México)
Berino es un lugar designado por el censo ubicado en el condado de Doña Ana en el estado estadounidense de Nuevo México. En el Censo de 2010 tenía una población de 1441 habitantes y una densidad poblacional de 598,89 personas por km².

## Geografía
Berino se encuentra ubicado en las coordenadas 32°4′8″N 106°37′19″O / 32.06889, -106.62194. Según la Oficina del Censo de los Estados Unidos, Berino tiene una superficie total de 2.41 km², de la cual 2.41 km² corresponden a tierra firme y (0%) 0 km² es agua.

## Demografía
Según el censo de 2010, había 1441 personas residiendo en Berino. La densidad de población era de 598,89 hab./km². De los 1441 habitantes, Berino estaba compuesto por el 60.65% blancos, el 0.62% eran afroamericanos, el 0.49% eran amerindios, el 0% eran asiáticos, el 0% eran isleños del Pacífico, el 37.06% eran de otras razas y el 1.18% pertenecían a dos o más razas. Del total de la población el 98.4% eran hispanos o latinos de cualquier raza.